# 경상북도의 유형문화재 (제1호 ~ 제100호)
경상북도의 유형문화재는 시도유형문화재 중에서 경상북도 내에 있는 문화재를 의미한다.

## 지정 목록

### 제1호 ~ 제100호
| 번호  | 사진 | 명칭                                                            | 소재지                                                     | 관리자 (단체)          | 지정일                                                                       | 참조 |
| 1호   |      | (미상)                                                          |                                                            |                        |                                                                              |      |
| 2호   |      | (미상)                                                          |                                                            |                        |                                                                              |      |
| 3호   |      | 명봉사경청선원자적선사릉운탑비 (鳴鳳僿境淸禪院慈寂禪師凌雲塔碑) | 경북 예천군 상리면 명봉리 산1-1                            | 명봉사                 | 1972년 12월 29일 지정, 2010년 2월 24일 해제, 보물 제1648호로 승격            |      |
| 4호   |      | 비로사진공대사보법탑비 (毘盧寺眞空大師普法塔碑)                 | 경북 영주시 풍기읍 삼가리 390 비로사경내                   | 비로사                 | 1972년 12월 29일 지정                                                        |      |
| 5호   |      | 한천사삼층석탑 (寒天寺三層石塔)                                 | 경북 예천군 경상북도 예천군 감천면 한천사길 142 (증거 184) | 한천사                 | 1972년 12월 29일 지정                                                        |      |
| 6호   |      | 상주 복룡동 당간지주 (尙州 伏龍洞 幢竿支柱)                     | 경북 상주시 복룡동 207-2                                   | 상주시                 | 1972년 12월 29일 지정                                                        |      |
| 7호   |      | 영주삼가동석조당간지주 (榮州三街洞石造幢竿支柱)                 | 경북 영주시 풍기읍 삼가리 390 비로사경내                   | 비로사                 | 1972년 12월 29일 지정                                                        |      |
| 8호   |      | 용화동삼층석탑 (龍化洞三層石塔)                                 | 경북 영양군 일월면 용화리 583                              | 영양군                 | 1972년 12월 29일 지정                                                        |      |
| 9호   |      | 현일동삼층석탑 (縣一洞三層石塔)                                 | 경북 영양군 영양읍 현일리 398-5                            |                        | 1977년 1월 1일 지정, 1977년 8월 22일 해제, 보물 제610호로 승격               |      |
| 10호  |      | 화천동삼층석탑 (化川洞三層石塔)                                 | 경북 영양군 영양읍 화천리 835                              |                        | 1977년 1월 1일 지정, 1977년 8월 22일 해제, 보물 제609호로 승격               |      |
| 11호  |      | 봉감모전오층석탑 (鳳甘模塼五層石塔)                             | 경북 영양군 입암면 산해리 391-5                            | 영양군                 | 1977년 1월 1일 지정, 1977년 8월 22일 해제, 국보 제187호로 승격               |      |
| 12호  |      | 현이동모전오층석탑 (縣二洞模塼五層石塔)                         | 경북 영양군 영양읍 현이리 462-1                            | 영양군                 | 1972년 12월 29일 지정                                                        |      |
| 13호  |      | 적개공신논상록권 (敵愾功臣論賞錄券)                             | 경북 경주시 강동면 양동리 223                              | 손동만                 | 1972년 12월 29일 지정                                                        |      |
| 14호  |      | 손소선생분재기 (孫昭先生分財記)                                 | 경북 경주시 강동면 양동리 223                              | 손동만                 | 1972년 12월 29일 지정                                                        |      |
| 15호  |      | 손소선생영정 (孫昭先生影幀)                                     | 경북 경주시 강동면 양동리 223                              | 손동만                 | 1972년 12월 29일 지정, 1995년 5월 6일 해제, 보물 제1216호로 승격             |      |
| 16호  |      | 한천사철조여래좌상 (寒天寺鐵造如來坐像)                         | 경북 예천군 감천면 증거리 184                              | 한천사                 | 1977년 1월 1일 지정, 1980년 8월 23일 해제, 국보 제667호로 승격               |      |
| 17호  |      | 마애석조비로자나불좌상 (麻崖石造毘盧舍那佛坐像)                 | 경북 안동시 풍산읍 마애리 34                               | 안동시                 | 1972년 12월 29일 지정                                                        |      |
| 18호  |      | (미상)                                                          |                                                            |                        |                                                                              |      |
| 19호  |      | 삼릉계곡마애관음보살상 (三陵溪谷磨崖觀音菩薩像)                 | 경북 경주시 배동 산72-6                                    | 경주시                 | 1972년 12월 29일 지정                                                        |      |
| 20호  |      | (미상)                                                          |                                                            |                        |                                                                              |      |
| 21호  |      | 삼릉계곡선각육존불 (三陵溪谷線刻六尊佛)                         | 경북 경주시 배동 산72-6                                    | 경주시                 | 1972년 12월 29일 지정                                                        |      |
| 22호  |      | 월영대 (月映臺)                                                 | 경북 안동시 성곡동 산225-1                                 | 안동시                 | 1973년 8월 31일 지정                                                         |      |
| 23호  |      | 고성이씨재사 (固城李氏齋舍)                                     | 경북 안동시 정산동 488-2                                   | 고성이씨종중           | 1973년 8월 31일 지정                                                         |      |
| 24호  |      | 고성이씨신도비 (固城李氏神道碑)                                 | 경북 안동시 정산동 488-2                                   | 고성이씨종중           | 1973년 8월 31일 지정                                                         |      |
| 25호  |      | 안동 흥해배씨 임연재종택 (安東 興海裵氏 臨淵齋宗宅)             | 경북 안동시 송천동 1017                                    | 배재진                 | 1973년 8월 31일 지정, 2010년 8월 2일 명칭 변경                               |      |
| 26호  |      | 탁청정종가 (濯淸亭宗家)                                         | 경북 안동시 와룡면 오천리 산28-1                           | 정상목                 | 1973년 8월 31일 지정, 2012년 8월 24일 해제, 국가민속문화재 제226호로 승격    |      |
| 27호  |      | 광산김씨재사및사당 (光山金氏齋舍및祠堂)                         | 경북 안동시 와룡면 오천리 산28-1                           | 김준식                 | 1973년 8월 31일 지정                                                         |      |
| 28호  |      | 예안향교 (禮安鄕校)                                             | 경북 안동시 도산면 서부리 204-1                            | 예안향교               | 1973년 8월 31일 지정                                                         |      |
| 29호  |      | 선성현객사 (宣城縣客舍)                                         | 경북 안동시 성곡동 산225-1                                 | 안동시                 | 1973년 8월 31일 지정                                                         |      |
| 30호  |      | 역동유허비 (易東遺墟碑)                                         | 경북 안동시 와룡면 오천리 1227-2                           | 우성구                 | 1973년 8월 31일 지정                                                         |      |
| 31호  |      | 농암사당 (聾巖祠堂)                                             | 경북 안동시 도산면 운곡리 163                              | 이용구                 | 1973년 8월 31일 지정                                                         |      |
| 32호  |      | 긍구당 (肯構堂)                                                 | 경북 안동시 도산면 운곡리 168-3                            | 이용구                 | 1973년 8월 31일 지정                                                         |      |
| 33호  |      | 시사단 (試士壇)                                                 | 경북 안동시 도산면 의촌리 556                              | 안동시                 | 1973년 8월 31일 지정                                                         |      |
| 34호  |      | 애일당 (愛日堂)                                                 | 경북 안동시 도산면 분천리 산11-17                          | 이용구                 | 1973년 8월 31일 지정                                                         |      |
| 35호  |      | 호계서원 (虎溪書院)                                             | 경북 안동시 임하면 임하리 84-3, 84-4                       | 호계서원               | 1973년 8월 31일 지정                                                         |      |
| 36호  |      | 은곡서당 (隱谷書堂)                                             | 경북 안동시 송천동 337-3                                   | 박춘양                 | 1973년 8월 31일 지정                                                         |      |
| 37호  |      | 추원재 (追遠齋)                                                 | 경북 안동시 안기동 산101-1                                 | 김봉재                 | 1973년 8월 31일 지정                                                         |      |
| 38호  |      | 효자비 (孝子碑)                                                 | 경북 안동시 안기동 산101-1                                 | 김봉재                 | 1973년 8월 31일 지정                                                         |      |
| 39호  |      | 부나원루 (浮羅院樓)                                             | 경북 안동시 예안면 부포리 산84-1                           | 안동시                 | 1973년 8월 31일 지정                                                         |      |
| 40호  |      | 침락정 (枕洛亭)                                                 | 경북 안동시 와룡면 오천리 산29-1                           | 김준식                 | 1973년 8월 31일 지정                                                         |      |
| 41호  |      | 용암정 (龍岩亭)                                                 | 경북 안동시 도산면 서부리 산16-1                           | 신정순                 | 1973년 8월 31일 지정                                                         |      |
| 42호  |      | 어은정및재사 (漁隱亭및齋舍)                                     | 경북 안동시 정상동 510-1                                   | 고성이씨문중           | 1973년 8월 31일 지정                                                         |      |
| 43호  |      | 농암각자 (聾巖刻字)                                             | 경북 안동시 도산면 분천리 산11-17                          | 이용구                 | 1973년 8월 31일 지정                                                         |      |
| 44호  |      | 안정사석조여래좌상 (安定寺石造如來坐像)                         | 경북 안동시 서후면 태장리 901 봉정사경내                   | 이재용                 | 1973년 8월 31일 지정                                                         |      |
| 45호  |      | 나소동삼층석탑 (羅所洞三層石塔)                                 | 경북 안동시 와룡면 나소리 169-2                            | 김지홍                 | 1973년 8월 31일 지정                                                         |      |
| 46호  |      | 방초정 (芳草亭)                                                 | 경북 김천시 구성면 상원리 83                               | 이현택                 | 1974년 12월 10일 지정, 2019년 12월 30일 해제, 보물 제2047호로 승격           |      |
| 47호  |      | 청량사유리보전 (淸凉寺琉璃寶殿)                                 | 경북 봉화군 명호면 북곡리 247                              | 청량사                 | 1974년 12월 10일 지정                                                        |      |
| 48호  |      | 만남재 (萬南齋)                                                 | 경북 고령군 쌍림면 평지리 241                              | 박광동                 | 1974년 12월 10일 지정                                                        |      |
| 49호  |      | 도곡재 (陶谷齋)                                                 | 경북 경북전역 달성군 하빈면 묘리 692                       | 박문규                 | 1974년 12월 10일 지정, 1995년 5월 12일 해제, 대구 유형문화재 제32호로 재지정 |      |
| 50호  |      | (미상)                                                          |                                                            |                        |                                                                              |      |
| 51호  |      | 회연서원 (檜淵書院)                                             | 경북 성주군 수륜면 동강한강로 9                            | 청주정씨문목공파종종   | 1974년 12월 10일 지정                                                        |      |
| 52호  |      | 월담헌및사월종택 (月潭軒및沙月宗宅)                             | 경북 영양군 영양읍 하원리 205-1                            | 이위생                 | 1974년 12월 10일 지정                                                        |      |
| 53호  |      | 생육신이경은선생부조묘 (生六臣李耕隱先生不조廟)                 | 경북 영천시 자양면 용산리 303                              | 벽진이씨경은파종중     | 1974년 12월 10일 지정                                                        |      |
| 54호  |      | 생육신이경은선생제단 (生六臣李耕隱先生祭壇)                     | 경북 영천시 자양면 용산리 303                              | 벽진이씨경은파종중     | 1974년 12월 10일 지정                                                        |      |
| 55호  |      | 용계서원 (龍溪書院)                                             | 경북 영천시 자양면 용산리 303                              | 벽진이씨경은파종중     | 1974년 12월 10일 지정                                                        |      |
| 56호  |      | 비안면자락동석조여래좌상 (比安面自樂洞石造如來坐像)             | 경북 의성군 비안면 자락리 산65번지 석불사                  | 석불사                 | 1974년 12월 10일 지정                                                        |      |
| 57호  |      | 남장사철불비로자나불좌상 (남장사철불비로자나불좌상)             | 경북 상주시 내서면 남장리 502                              | 남장사                 | 1974년 12월 10일 지정, 1989년 4월 10일 해제, 보물 제990호로 승격             |      |
| 58호  |      | 남장사목각후불탱 (남장사목각후불탱)                             | 경북 상주시 내서면 남장리 502                              | 남장사                 | 1974년 12월 10일 지정, 1987년 7월 16일 해제, 보물 제922호로 승격             |      |
| 59호  |      | (미상)                                                          |                                                            |                        |                                                                              |      |
| 60호  |      | 동방사지칠층석탑 (東方寺址七層石塔)                             | 경북 성주군 성주읍 예산리 269-10                           | 성주군                 | 1974년 12월 10일 지정                                                        |      |
| 61호  |      | 쌍충사적비 (雙忠事蹟碑)                                         | 경북 성주군 성주읍 심산로 89                               | 성주군                 | 1974년 12월 10일 지정                                                        |      |
| 62호  |      | (미상)                                                          |                                                            |                        |                                                                              |      |
| 63호  |      | 농암영정후사본및금서대 (聾巖影幀後寫本및金犀帶)                 | 경북 안동시 옥정동 439-6                                   | 이성원                 | 1994년 11월 2일 지정                                                         |      |
| 64호  |      | 후조당유물 (後彫堂遺物)                                         | 경북 안동시 와룡면 오천리 산28-1                           | 김택진                 | 1974년 12월 10일 지정                                                        |      |
| 65호  |      | (미상)                                                          |                                                            |                        |                                                                              |      |
| 66호  |      | (미상)                                                          |                                                            |                        |                                                                              |      |
| 67호  |      | 가례증해판목 (家禮增解板木)                                     | 경북 김천시 구성면 상원리 산4                              | 이현택                 | 1974년 12월 10일 지정                                                        |      |
| 68호  |      | 박노계집판목 (朴蘆溪集板木)                                     | 경북 영천시 북안면 도천리 산383                            | 박병일                 | 1974년 12월 10일 지정                                                        |      |
| 69호  |      | 이숭원초상화 (李崇元肖像畵)                                     | 경북 김천시 구성면 상좌원리 130                            | 연안이씨문중           | 1974년 12월 10일 지정                                                        |      |
| 70호  |      | 효종어전희우시회인물도 (孝宗御前喜雨詩會人物圖)                 | 경북 경북전역 달성군 가창면 대일리 51                      | 달성서씨현감공파문중   | 1974년 12월 10일 지정, 1995년 5월 12일 해제, 대구 유형문화재 제33호로 재지정 |      |
| 71호  |      | 강호정 (江湖亭)                                                 | 경북 영천시 자양면 성곡리 산78                             | 정재종                 | 1975년 8월 18일 지정                                                         |      |
| 72호  |      | 오회공종택 (五懷公宗宅)                                         | 경북 영천시 자양면 성곡리 산78                             | 정남식                 | 1975년 8월 18일 지정                                                         |      |
| 73호  |      | 하천재 (夏泉齋)                                                 | 경북 영천시 자양면 성곡리 산78                             | 정재종                 | 1975년 8월 18일 지정                                                         |      |
| 74호  |      | 사의당 (四宜堂)                                                 | 경북 영천시 자양면 성곡리 산78                             | 정찬식                 | 1975년 8월 18일 지정                                                         |      |
| 75호  |      | 삼휴정 (三休亭)                                                 | 경북 영천시 자양면 성곡리 산78                             | 정남식                 | 1975년 8월 18일 지정                                                         |      |
| 76호  |      | 오회당 (五懷堂)                                                 | 경북 영천시 자양면 성곡리 산78                             | 정남식                 | 1975년 8월 18일 지정                                                         |      |
| 77호  |      | 동린각 (東麟閣)                                                 | 경북 영천시 임고면 삼매리 산6                              | 경주김씨 사성당파 문중 | 1975년 8월 18일 지정, 2010년 6월 17일 위치 정정                              |      |
| 78호  |      | 자양서당 (紫陽書堂)                                             | 경북 영천시 임고면 삼매리 산6-1                            | 경주김씨 원모제 보존회 | 1975년 8월 18일 지정, 2010년 6월 17일 위치 정정                              |      |
| 79호  |      | 선암서원 (仙巖書院)                                             | 경북 청도군 금천면 신지리 335                              | 밀양박씨선암문중       | 1975년 8월 18일 지정                                                         |      |
| 80호  |      | 난포고택 (蘭圃故宅)                                             | 경북 경산시 용성면 곡란리 526-6                            | 최해근                 | 1975년 8월 18일 지정                                                         |      |
| 81호  |      | 우금촌두암고택 (友琴村斗巖古宅)                                 | 경북 영주시 이산면 신암리 304                              | 김식영                 | 1975년 12월 30일 지정                                                        |      |
| 82호  |      | 화수루 (花樹樓)                                                 | 경북 영덕군 창수면 갈천리 6-1                              | 권찬암                 | 1975년 12월 30일 지정 2010년 1월 11일 해제, 중요민속문화재 제260호로 승격    |      |
| 83호  |      | 자계서원 (紫溪書院)                                             | 경북 청도군 이서면 서원리 85                               | 김헌수                 | 1975년 12월 30일 지정                                                        |      |
| 84호  |      | 환성사심검당 (環城寺尋劍堂)                                     | 경북 경산시 하양읍 사기리 150                              | 환성사                 | 1975년 12월 30일 지정                                                        |      |
| 85호  |      | 상주양진당 (尙州養眞堂)                                         | 경북 상주시 낙동면 승곡리 214-3                            | 조성기                 | 1975년 12월 30일 지정, 2008년 7월 10일 해제, 보물 제1568호로 승격            |      |
| 86호  |      | 법수사지삼층석탑 (法水寺址三層石塔)                             | 경북 성주군 수륜면 백운리 1214, 1215                       | 성주군                 | 1975년 12월 30일 지정, 2010년 7월 5일 해제, 보물 제1656호로 승격             |      |
| 87호  |      | 법수사지당간지주 (法水寺址幢竿支柱)                             | 경북 성주군 수륜면 백운리 1316                             | 성주군                 | 1975년 12월 30일 지정                                                        |      |
| 88호  |      | 세종대왕자태실 (世宗大王子胎室)                                 | 경북 성주군 월항면 인촌리 산8                              | 성주군                 | 1975년 12월 30일 지정, 2003년 3월 6일 해제, 사적 제444호로 승격              |      |
| 89호  |      | 이운룡장군영정 (李雲龍將軍影幀)                                 | 경북 청도군 청도읍 원정1길 27 (원정2리)                    | 이균회                 | 1975년 12월 30일 지정                                                        |      |
| 90호  |      | 호수종택 (湖叟宗宅)                                             | 경북 영천시 대전동 52                                      | 정재종                 | 1977년 7월 15일 지정                                                         |      |
| 91호  |      | 황상동마애아미타여래석불입상 (凰顙洞磨崖阿彌陀如來石佛立像)     | 경북 구미시 황상동 산90-14                                 | 구미시                 | 1977년 7월 15일 지정, 1992년 1월 15일 해제, 보물 제1122호로 승격             |      |
| 92호  |      | 남지장사청련암 (南地藏寺靑蓮庵)                                 | 경북 경북전역 달성군 가창면 우록리 865                     | 남지장사               | 1977년 7월 15일 지정, 1995년 5월 12일 해제, 대구 유형문화재 제34호로 재지정  |      |
| 93호  |      | (미상)                                                          |                                                            |                        |                                                                              |      |
| 94호  |      | 경주남산입곡석불두 (慶州南山笠谷石佛頭)                         | 경북 경주시 배동 산86-3                                    | 경주시                 | 1979년 1월 25일 지정                                                         |      |
| 95호  |      | 경주동천동사방불탑신석 (慶州東川洞四方佛塔身石)                 | 경북 경주시 동천동 770-3                                   | 경주시                 | 1979년 1월 25일 지정                                                         |      |
| 96호  |      | 성덕왕릉귀부 (聖德王陵龜趺)                                     | 경북 경주시 조양동 666                                     | 경주시                 | 1979년 1월 25일 지정                                                         |      |
| 97호  |      | 분황사화쟁국사비부 (芬皇寺和諍國師碑趺)                         | 경북 경주시 구황동 313                                     | 분황사                 | 1979년 1월 25일 지정                                                         |      |
| 98호  |      | 불국사석조 (佛國寺石槽)                                         | 경북 경주시 진현동 15-1                                    | 불국사                 | 1979년 1월 25일 지정, 2007년 9월 11일 해제, 보물 제1523호로 승격             |      |
| 99호  |      | 안동이천동삼층석탑 (安東泥川洞三層石塔)                         | 경북 안동시 이천동 산2                                     | 안동시                 | 1979년 1월 25일 지정                                                         |      |
| 100호 |      | 안동운흥동당간지주 (安東雲興洞幢竿支柱)                         | 경북 안동시 운흥동 231                                     | 안동보선사무소         | 1979년 1월 25일 지정                                                         |      |

## 참고 자료
- 경상북도 고시/공고